# Skeleton vid olympiska vinterspelen 1948
Resultaten från tävlingen i skeleton vid olympiska vinterspelen 1948.

## Medaljörer
| Gren   | Guld                | Silver          | Brons                        |
| Herrar | Nino Bibbia Italien | John Heaton USA | John Crammond Storbritannien |

## Resultat
| Placering | Namn                  | Land           | Åk 1    | Åk 2    | Åk 3    | Åk 4          | Åk 5          | Åk 6          | Totalt | Skillnad |
| --------- | --------------------- | -------------- | ------- | ------- | ------- | ------------- | ------------- | ------------- | ------ | -------- |
| 1         | Nino Bibbia           | Italien        | 0:48.8  | 0:47.6  | 0:47.6  | 0:59.5        | 1:00.2        | 1:00.3        | 5:23.2 | —        |
| 2         | John Heaton           | USA            | 0:48.1  | 0:47.4  | 0:47.7  | 1:00.0        | 1:00.2        | 1:01.2        | 5:24.6 | +1.4     |
| 3         | John Crammond         | Storbritannien | 0:47.4  | 0:47.7  | 0:47.9  | 1:00.9        | 1:00.9        | 1:00.3        | 5:25.1 | +1.9     |
| 4         | William Martin        | USA            | 0:47.8  | 0:49.2  | 0:48.2  | 1:00.7        | 1:01.6        | 1:00.5        | 5:28.0 | +4.8     |
| 5         | Gottfried Kägi        | Schweiz        | 0:48.9  | 0:48.8  | 0:48.7  | 1:00.8        | 1:01.6        | 1:01.1        | 5:29.9 | +6.7     |
| 6         | Richard Bott          | Storbritannien | 0:48.3  | 0:48.9  | 0:49.2  | 1:01.5        | 1:01.4        | 1:01.4        | 5:30.7 | +7.5     |
| 7         | James Coats           | Storbritannien | 0:48.8  | 0:48.7  | 0:49.0  | 1:02.3        | 1:01.7        | 1:01.4        | 5:31.9 | +8.7     |
| 8         | Fairchilds Maccarthy  | USA            | 0:48.8  | 0:48.3  | 0:49.4  | 1:03.6        | 1:02.7        | 1:02.7        | 5:35.5 | +12.3    |
| 9         | Thomas Clarke         | Storbritannien | 0:49.7  | 0:49.9  | 0:49.3  | 1:03.5        | 1:03.8        | 1:02.8        | 5:39.0 | +15.8    |
| 10        | C. William Johnson    | USA            | 0:47.7  | 0:48.4  | 0:48.0  | did not start | did not start | did not start | —      | —        |
| 11        | Milo Bigler           | Schweiz        | 0:48.4  | 0:48.4  | 0:48.7  | did not start | did not start | did not start | —      | —        |
| 12        | Dialma Balsegia       | Schweiz        | 0:49.2  | 0:49.0  | 0:48.6  | did not start | did not start | did not start | —      | —        |
| 13        | William Hirigoyen     | Frankrike      | 0:52.7  | 0:49.9  | 0:51.0  | did not start | did not start | did not start | —      | —        |
|           | Christian Fischbacher | Schweiz        | unknown | unknown | unknown | did not start | did not start | did not start | —      | —        |
|           | Hugo Kuranda          | Österrike      | unknown | unknown | unknown | did not start | did not start | did not start | —      | —        |

## Medaljtabell
| Pl. | Nation         | Guld | Silver | Brons | Totalt |
| --- | -------------- | ---- | ------ | ----- | ------ |
| 1   | Italien        | 1    | 0      | 0     | 1      |
| 2   | USA            | 0    | 1      | 0     | 1      |
| 3   | Storbritannien | 0    | 0      | 1     | 1      |